# Pitt Island (Kanada)
Pitt Island – wyspa kanadyjska, położona na Oceanie Spokojnym, u wybrzeży Kolumbii Brytyjskiej, na południe od ujścia rzeki Skeena, pomiędzy wyspami: Porcher na północy, Banks na zachodzie i Princess Royal na południu. Powierzchnia 1375 km². Ma charakter górzysty. Panuje tu klimat umiarkowany morski, gdzie znaczne tereny zajmują lasy. Jest niezamieszkana przez człowieka.